# Pure C

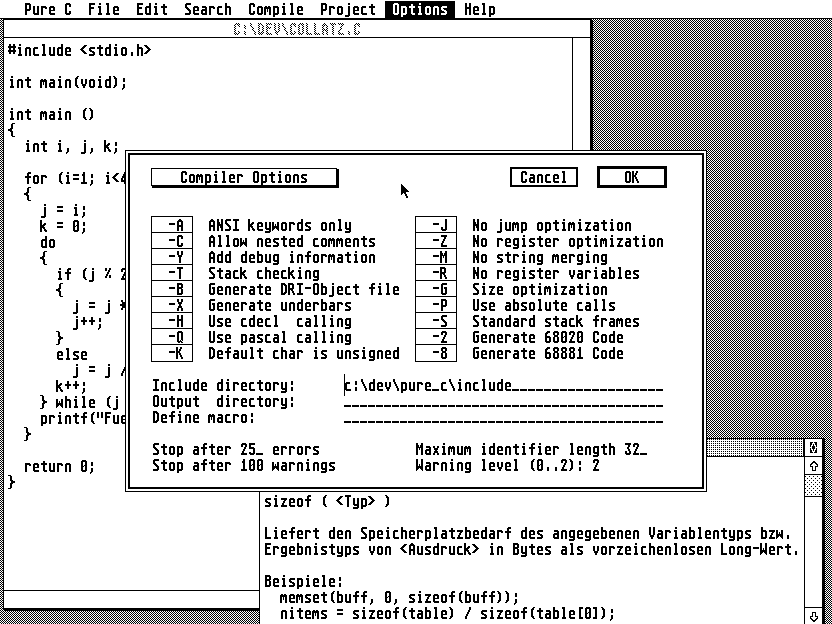
Screenshot Pure C für Atari TOS, auf einem monochromen Bildschirm

Pure C ist eine Weiterentwicklung von Borland Turbo C für Personal Computer der Atari ST/TT-Baureihe und deren Nachfolgern. Dieses ANSI-C-Compiler-Paket entwickelte sich schnell zu einem der Lieblingswerkzeuge der Atari-Programmierer. Vorzüge waren neben der in GEM realisierten IDE die Hilfefunktion, ein schneller Ein-Pass-Compiler, der für kurze Turn-Around-Zeiten sorgte, ein make-System sowie gute Code-Erzeugung. Im Lieferumfang waren die IDE, der Editor, make, Compiler und Linker, der grafische Source-Level-Debugger sowie die Kommandozeilenversionen des Compilers, Linkers und Debuggers (bug.ttp).
Ursprünglich im Vertrieb von Application Systems Heidelberg (ASH), wurde Pure C Anfang der 1990er Jahre eingestellt.
Pure C beherrscht nahezu den kompletten ANSI-C-Standard sowie einige eigene Erweiterungen. Ein Nachfolger, der auch C++ beherrschen sollte, wurde begonnen, aber nie fertiggestellt.
Vom selben Hersteller wurde auch Pure Pascal entwickelt, das im Gegensatz zu Pure C jedoch keine GEM-basierte IDE hatte und ein anderes Konzept verfolgte.